# 韦利科·彼得拉诺维奇
韦利科·彼得拉诺维奇（1959年8月24日—），克罗地亚男子篮球运动员。他曾代表南斯拉夫国家队参加1986年国际篮联世界锦标赛，获得一枚铜牌。